# アウグスト・ヴィルヘルム (ブラウンシュヴァイク＝ヴォルフェンビュッテル公)
アウグスト・ヴィルヘルム（ドイツ語：August Wilhelm, 1662年3月8日 - 1731年3月23日）は、ブラウンシュヴァイク＝リューネブルク公の1人で、ヴォルフェンビュッテル侯（在位：1714年 - 1731年）。アントン・ウルリヒの3男。ルートヴィヒ・ルドルフの兄。父とは違って政治に興味を持たず、無能な大臣に国務を委ね続けた。
彼は生涯に3度結婚した。最初の結婚相手は1681年に迎えた伯父ルドルフ・アウグストの娘クリスティーネ・ゾフィーだが、1695年に死別した。同年、アウグスト・ヴィルヘルムはシュレースヴィヒ＝ホルシュタイン＝ゴットルプ公クリスティアン・アルブレヒトの娘ゾフィア・アマーリアと再婚したが、彼女とも1710年に死別した。同年、シュレースヴィヒ＝ホルシュタイン＝ゾンダーブルク＝ノルブルク公ルドルフ・フリードリヒの娘エリーザベト・ゾフィア・マリーを3度目の妻とした。いずれの妻との間にも子供はなかった。
アウグスト・ヴィルヘルムは1731年に子供のないまま死去し、弟のルートヴィヒ・ルドルフが後を継いだ。
| 爵位・家督              | 爵位・家督                                                     | 爵位・家督                  |
| ----------------------- | -------------------------------------------------------------- | --------------------------- |
| 先代 アントン・ウルリヒ | ブラウンシュヴァイク＝ヴォルフェンビュッテル侯 1714年 - 1731年 | 次代 ルートヴィヒ・ルドルフ |